# Robert Sycz
Robert Sycz (Varsovia, 15 de noviembre de 1973) es un deportista polaco que compitió en remo.
Participó en tres Juegos Olímpicos de Verano, obteniendo dos medallas, oro en Sídney 2000 y oro en Atenas 2004, en la prueba de doble scull ligero, y el séptimo lugar en Atlanta 1996, en la misma prueba.
Ganó seis medallas en el Campeonato Mundial de Remo entre los años 1997 y 2005.

## Palmarés internacional
| Juegos Olímpicos   | Juegos Olímpicos       | Juegos Olímpicos  | Juegos Olímpicos   |
| Año                | Lugar                  | Medalla           | Prueba             |
| ------------------ | ---------------------- | ----------------- | ------------------ |
| 2000               | Sídney (Australia)     | Medalla de oro    | Doble scull ligero |
| 2004               | Atenas (Grecia)        | Medalla de oro    | Doble scull ligero |
| Campeonato Mundial |                        |                   |                    |
| Año                | Lugar                  | Medalla           | Prueba             |
| 1997               | Aiguebelette (Francia) | Medalla de oro    | Doble scull ligero |
| 1998               | Colonia (Alemania)     | Medalla de oro    | Doble scull ligero |
| 2001               | Lucerna (Suiza)        | Medalla de plata  | Doble scull ligero |
| 2002               | Sevilla (España)       | Medalla de plata  | Doble scull ligero |
| 2003               | Milán (Italia)         | Medalla de plata  | Doble scull ligero |
| 2005               | Kaizu (Japón)          | Medalla de bronce | Doble scull ligero |